# Rudolf Ramseyer
Rudolf Ramseyer (Berna, 17 settembre 1897 – Berna, 13 settembre 1943) è stato un calciatore svizzero, di ruolo difensore.

## Carriera

### Club
Ha giocato nella prima divisione svizzera.

### Nazionale
Ai Giochi olimpici di Parigi del 1924 vinse la medaglia d'argento con la sua nazionale.

## Palmarès

### Club

#### Competizioni nazionali
- Campionato svizzero: 1

Young Boys: 1919-1920

### Nazionale
- Argento olimpico: 1

Parigi 1924